# Lerista
Lerista es un género de lagartos perteneciente a la familia Scincidae. Se distribuyen por Australia y Nueva Guinea.

## Especies
Según The Reptile Database:
- Lerista aericeps Storr, 1986
- Lerista allanae (Longman, 1937)
- Lerista allochira Kendrick, 1989
- Lerista ameles Greer, 1979
- Lerista amicorum Smith & Adams, 2007
- Lerista apoda Storr, 1976
- Lerista arenicola Storr, 1971
- Lerista axillaris Storr, 1991
- Lerista baynesi Storr, 1971
- Lerista bipes (Fischer, 1882)
- Lerista borealis Storr, 1971
- Lerista bougainvillii (Gray, 1839)
- Lerista bunglebungle Storr, 1991
- Lerista carpentariae Greer, 1983
- Lerista chalybura Storr, 1985
- Lerista chordae Amey, Kutt & Hutchinson, 2005
- Lerista christinae Storr, 1979
- Lerista cinerea Greer, Mcdonald & Lawrie, 1983
- Lerista clara Smith & Adams, 2007
- Lerista colliveri Couper & Ingram, 1992
- Lerista connivens Storr, 1971
- Lerista desertorum (Sternfeld, 1919)
- Lerista distinguenda (Werner, 1910)
- Lerista dorsalis Storr, 1985
- Lerista edwardsae Storr, 1982
- Lerista elegans (Gray, 1845)
- Lerista elongata Storr, 1990
- Lerista emmotti Ingram, Couper & Donnellan, 1993
- Lerista eupoda Smith, 1996
- Lerista flammicauda Storr, 1985
- Lerista fragilis (Günther, 1876)
- Lerista frosti (Zietz, 1920)
- Lerista gascoynensis Storr, 1986
- Lerista gerrardii (Gray, 1864)
- Lerista greeri Storr, 1982
- Lerista griffini Storr, 1982
- Lerista haroldi Storr, 1983
- Lerista humphriesi Storr, 1971
- Lerista ingrami Storr, 1991
- Lerista ips Storr, 1980
- Lerista jacksoni Smith & Adams, 2007
- Lerista kalumburu Storr, 1976
- Lerista karichigara Zozaya, Vanderduys, Macor, Read & Amey, 2025[2]
- Lerista karlschmidti (Marx & Hosmer, 1959)
- Lerista kendricki Storr, 1991
- Lerista kennedyensis Kendrick, 1989
- Lerista kingi Smith & Adams, 2007
- Lerista labialis Storr, 1971
- Lerista lineata Bell, 1833
- Lerista lineopunctulata (Duméril & Bibron, 1839)
- Lerista macropisthopus (Werner, 1903)
- Lerista maculosa Storr, 1991
- Lerista micra Smith & Adams, 2007
- Lerista microtis (Gray, 1845)
- Lerista muelleri (Fischer, 1881)
- Lerista neander Storr, 1971
- Lerista nevinae Smith & Adams, 2007
- Lerista nichollsi (Loveridge, 1933)
- Lerista occulta Smith & Adams, 2007
- Lerista onsloviana Storr, 1984
- Lerista orientalis (De Vis, 1889)
- Lerista petersoni Storr, 1976
- Lerista picturata (Fry, 1914)
- Lerista planiventralis (Lucas & Frost, 1902)
- Lerista praefrontalis Greer, 1986
- Lerista praepedita (Boulenger, 1887)
- Lerista punctatovittata (Günther, 1867)
- Lerista puncticauda Storr, 1991
- Lerista quadrivincula Shea, 1991
- Lerista rhodonoides (Lucas & Frost, 1896)
- Lerista robusta Storr, 1990
- Lerista rochfordensis Amey & Couper, 2009
- Lerista rolfei Smith & Adams, 2007
- Lerista separanda Storr, 1976
- Lerista simillima Storr, 1984
- Lerista speciosa Storr, 1990
- Lerista stictopleura Storr, 1985
- Lerista storri Greer, Mcdonald & Lawrie, 1983
- Lerista stylis (Mitchell, 1955)
- Lerista taeniata Storr, 1986
- Lerista talpina Storr, 1991
- Lerista terdigitata (Parker, 1926)
- Lerista tridactyla Storr, 1990
- Lerista uniduo Storr, 1984
- Lerista varia Storr, 1986
- Lerista verhmens Smith & Adams, 2007
- Lerista vermicularis Storr, 1982
- Lerista viduata Storr, 1991
- Lerista vittata Greer, Mcdonald & Lawrie, 1983
- Lerista walkeri (Boulenger, 1891)
- Lerista wilkinsi (Parker, 1926)
- Lerista xanthura Storr, 1976
- Lerista yuna Storr, 1991
- Lerista zietzi Wells & Wellington, 1985
- Lerista zonulata Storr, 1991